# 旭町 (新竹市)

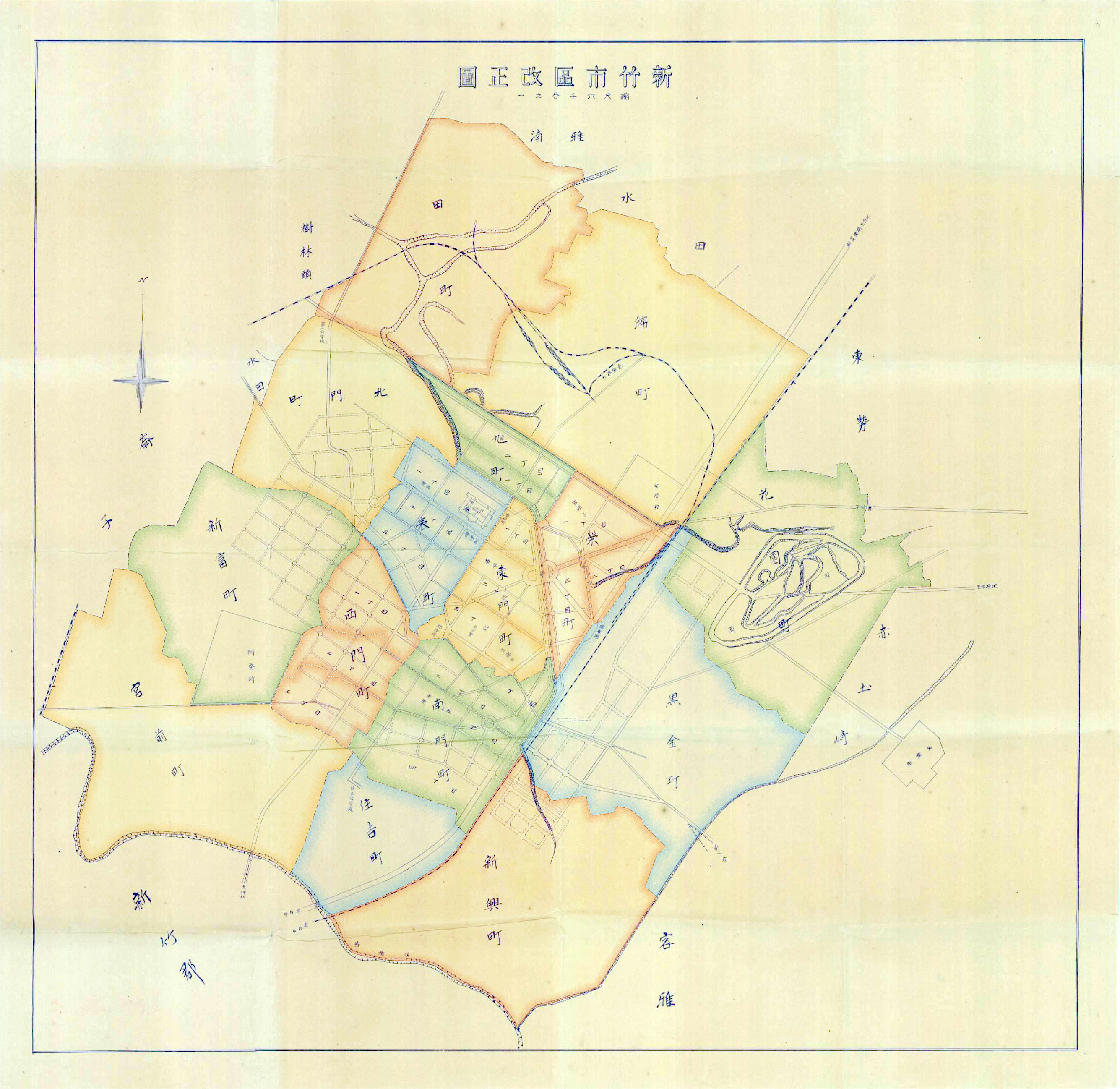
新竹市町名

旭町為新竹州新竹市自1935年實施町名改正所成立的行政區之一，共分為二個丁目，位於東大路、仁義街和護城河之間的街廓。旭町在町名改正前，位於新竹大字下的東門外和水田小字內。旭町多位於城市東方，取旭日東升之意。
日治時期的町名在戰後改為地籍劃分，新竹市旭町一、二丁目仍可對照於地籍的親仁段一、二小段。

## 設施
- 新竹州水產赤十字愛婦室
- 新竹州購買組合[1]
- 新竹州知事官邸
- 新竹州官舍